# Castelnau-d'Auzan
Castelnau-d'Auzan är en kommun i departementet Gers i regionen Occitanien i sydvästra Frankrike. Kommunen ligger i kantonen Montréal som tillhör arrondissementet Condom. År 2013 hade Castelnau-d'Auzan 1 047 invånare.

## Befolkningsutveckling
Antalet invånare i kommunen Castelnau-d'Auzan
Referens:INSEE